# Boloria deficiens
Boloria deficiens är en fjärilsart som beskrevs av Curt Eisner 1942. Boloria deficiens ingår i släktet Boloria och familjen praktfjärilar. Inga underarter finns listade i Catalogue of Life.